# Calligrapha tiliae
Calligrapha tiliae är en skalbaggsart som beskrevs av Brown 1945. Calligrapha tiliae ingår i släktet Calligrapha och familjen bladbaggar. Inga underarter finns listade i Catalogue of Life.